# Japonski jarek
Japonski jarek je oceanski jarek, ki je del pacifiškega ognjenega obroča ob severovzhodni Japonski. Razteza se od Kurilskega otočja do severnega konca otokov Izu in je najgloblje 8046 metrov. Povezuje jarek Kuril-Kamčatka na severu in jarek Izu-Ogasavara na jugu v dolžini 800 kilometrov. Ta jarek nastane, ko se oceanska Pacifiška plošča potopi pod celinsko Ohotsko ploščo (mikroplošča, ki je bila prej del Severnoameriške plošče). Proces subdukcije povzroči upogibanje padajoče plošče, kar povzroči globok jarek. Nenehno premikanje na subdukcijskem območju, povezanem z Japonskim jarkom, je eden glavnih vzrokov za cunamije in potrese na severu Japonske, vključno z meganarivnim potresom Tōhoku in posledičnim cunamijem, ki se je zgodil 11. marca 2011. Stopnja subdukcije, povezana z Japonskim jarkom, je je bila zabeležena pri približno 7,9–9,2 centimetra.

## Tektonska zgodovina
V poznem neogenskem obdobju (pred 23,03–2,58 milijoni let) je Japonski jarek prestal obdobje konvergence plošč med pacifiško in ohotsko ploščo. Glede na zaporedje sedimentov v tem času se zdi, da je prišlo do majhnega neto kopičenja sedimenta na ploščo, ki leži zgoraj, kot tudi dokazov o blagi eroziji na dnu konvergentnega roba.
Med kredo (pred 145,5–66 milijoni let) do zgodnjega paleogena (66–23,03 m) dokazi o andezitnem vulkanizmu skupaj z razvojem velike sinklinale in zgoščenega zaporedja sedimentov kažejo na možen razvoj predločnega bazena. Dejavnosti v obdobju krede so vključevale dogodke subdukcije kot tudi obsežno kopičenje sedimenta v severovzhodnem japonskem loku, ki se nadaljuje še danes. Vulkanizem se je zmanjšal v zgodnjem paleogenu (66 Ma), kar je razkrilo zgoščeno kredno-paleogensko 160 kilometrov debelo zaporedje sedimentov. Ko se je to zaporedje usedlin umirilo, se je vulkanizem spet nadaljeval.

## Seizmičnost
Potresna aktivnost vzdolž Japonskega jarka se pojavlja vzdolž povezane cone subdukcije na motečih mejah konvergentnih plošč med Okhotsko in subdukcijsko Pacifiško ploščo. Nadaljnje gibanje vzdolž teh meja plošč se pojavi na globini približno 8000 metrov.
| Leto | Magnituda |
| ---- | --------- |
| 1896 | 6,8       |
| 1896 | 8,5       |
| 1938 | 7,4       |
| 1938 | 7,7       |
| 1938 | 7,8       |
| 1938 | 7,7       |
| 1938 | 7,1       |
| 1968 | 8,2       |
| 1989 | 7,4       |
| 1992 | 6,9       |
| 1994 | 7,7       |
| 2005 | 7,2       |
| 2008 | 7,0       |
| 2008 | 6,9       |
| 2010 | 6,7       |
| 2011 | 7,3       |
| 2011 | 9,0       |

### Seizmični dogodki
V letu 1896 je bil v Japonskem jarku zabeležen potres z magnitudo (M) 6,8. Kasneje v istem letu je prišlo do uničujočega potresa z magnitudo 8,5, ki je povzročil dva cunamija, ki sta povzročila opustošenje.
V regiji Fukušima-oki se je leta 1938 zgodila serija potresov M7, ki so jih zabeležili skupaj pet. Magnitude so bile 7,4, 7,7, 7,8, 7,7 in 7,1.
Decembra 1994 je omrežje Global Positioning System (GPS) zabeležilo prehodna premikanja zemeljske skorje po potresu med ploščami v Japonskem jarku. Ta zelo subtilna, a izrazita opažena motnja kaže, da je to sprožilo 'tiho' počasno drsenje. Zabeležen potres z magnitudo 7,7 je bil zabeležen v Sanriku-oki, ki ga je morda sprožil počasen zdrs, opažen prej.
Številni drugi potresi so bili zabeleženi iz podatkov med ploščami in prehodnih postseizmičnih zdrsov vzdolž Japonskega jarka. Datumi vključujejo avgust 2005, maj 2008, julij 2008 in marec 2010 z magnitudo 7,2, 7,0, 6,9 oziroma 6,7. Značilen potres (~M7) se je periodično pojavljal v intervalih, ki so se ponavljali približno 37 let. V tabeli na desni lahko vidite potrese z močjo ~M7, ki so se zgodili v letih 1938, 1989, 1992, 2005, 2008, 2008 in 2011.
Seizmometri oceanskega dna, nameščeni v dnu Japonskega jarka, merijo tla za kakršno koli gibanje, ki nastane z beleženjem oddanih seizmičnih valov. Leta 2012 je Nacionalni raziskovalni inštitut za znanost o Zemlji in odpornost proti nesrečam (NIED), nameščen v Tokiu, začel graditi mreže za opazovanje potresov in cunamijev vzdolž jarka. Načrtovali so postavitev 154 postaj približno 30 km narazen, od katerih bo vsaka opremljena z merilnikom pospeška za opazovanje seizmičnih sprememb in merilnikom vodnega tlaka za opazovanje cunamija.

### Potres in cunami v Tohokuju (2011)
11. marca 2011 se je zgodil potres z magnitudo 9,0 na subdukcijski meji Pacifiške plošče, ki se pogreza pod Japonsko vzdolž Japonskega jarka. Tukaj je prišlo do razpoke v osrednjem delu jarka, ki obsega območje dolžine približno 450 km in širine 150 km. Velja za najmočnejši potres, kar jih je bilo kdaj zabeleženo na Japonskem, pa tudi za enega od štirih najmočnejših potresov, kar jih je bilo zabeleženih od začetka sodobnega vodenja evidenc leta 1900. Ta meganarivni potres je povzročil nastanek velikanskih valov cunamija, ki so sčasoma povzročili uničenje obale severne Japonske. Zaradi škode je umrlo okoli 16.000 ljudi, poleg tega pa je prišlo do katastrofalne jedrske nesreče 7. stopnje treh jedrskih reaktorjev v kompleksu jedrske elektrarne Fukušima Daiiči. Svetovna banka je zabeležila, da skupni stroški škode znašajo približno 235 milijard ameriških dolarjev, zaradi česar je to najdražja naravna nesreča v zgodovini.

### Hrapavost površine
Veliko magnitudo in pogosto potresno dejavnost, ki se pojavlja v severnem Japonskem jarku, je mogoče razložiti z variacijami v površinski hrapavosti subdukcijske Pacifiške plošče. Območja gladke subdukcije oceanskega dna so povezana s tipično velikimi potresi pod sunkom v globljem delu cone vmesne plošče. Iz plitkega aseizmičnega območja severnega Japonskega jarka niso opazili ali poročali o potresih. Območja subdukcije neravnega oceanskega dna so povezana z velikimi normalnimi prelomnimi potresi v območju zunanjega dviga, skupaj z večjimi potresi s cunamijem, ki se pojavljajo v plitvem območju mejne plošče (meganarivni dogodki).

## Vrtanje v ocean
Leta 1980 so bili vzorci lipidov vzeti iz sedimentnih jeder, ki so bila tako na kopenski kot na distalni strani Japonskega jarka med šestimi odseki transekta projekta Deep Sea Drilling. Analizirali so jih s plinsko kromatografijo in računalniško plinsko kromatografijo z masnimi spektrometričnimi podatki. Ugotovljeno je bilo, da vzorci vsebujejo številne sestavine, kot so alifatski in aromatski ogljikovodiki, ketoni, alkoholi, kisline in druge polifunkcionalne komponente. Te komponente veljajo za indikatorje kopenskih, morskih (nebakterijskih) in bakterijskih vnosov znotraj sedimenta Japonskega jarka.
Ekspedicija 343 Japan Trench Fast Driling Project je bila izvedena pod nadzorom in pooblastilom japonske agencije za znanost in tehnologijo o morju in zemlji (JAMSTEC). Vrtanje je potekalo v dveh obdobjih; Od 1. aprila do 24. maja 2012 in od 5. do 18. julija 2012. Njihov glavni cilj je bil bolje razumeti zelo velik zdrs preloma 30–50 metrov, ki se je zgodil med potresom v Tohokuju, in njegov potencial kot eden od glavnih sprožilcev nastajanja valov cunamija, ki se pojavlja ob severovzhodni obali Japonske.
Leta 2013 je ekspedicija 343 Integriranega programa vrtanja v oceanu (IODP) zbrala vzorce sedimentov pri vrtanju na mejni prelomni coni plošče vzdolž Japonskega jarka. Zbrana jedra usedlin so pokazala nizko trenje pri kozeizmičnih hitrostih zdrsa in tudi pri nizkih hitrostih zdrsa. Te študije in vzorci so podprli idejo, da so te torne lastnosti prelomne cone verjetno sprožile plitek in velik zdrs med potresom v Tohokuju.

## Sedimenti

### Turbiditna paleoseizmologija
Vzorci sedimentov v Japonskem jarku so sestavljeni predvsem iz zelo lokaliziranega materiala, bogatega z glino. Tihooceanska plošča, ki se pogreza, ustvarja bazene vzdolž oceanskega dna Japonskega jarka, ki omogoča odlaganje drobnozrnatih turbiditov in interseizmičnih usedlin sedimentov zaradi motnih tokov. Ti turbiditi ohranjajo usedline usedlin kot geološke zapise preteklih velikih potresov, tako da kažejo na spremembo usedlin zaradi gravitacijskega toka usedlin. Majhni globokomorski bazeni z visoko stopnjo sedimentacije, najdeni vzdolž Japonskega jarka, predstavljajo ugodne okoljske pogoje za preučevanje turbiditne paleoseizmologije.

### Mikrobna aktivnost
Med raziskovanjem Japonskega jarka 1. januarja 1999 je bil vzorec globokomorskega sedimenta vzet iz globine 6292 metrov z vzorčevalnikom sedimenta, ki vzdržuje pritisk. Vzorci iz ekspedicije so pokazali, da je mikrobna raznolikost pokazala široko porazdelitev vrst v domeni bakterij. Geni ribosomske RNA 16S so bili pomnoženi z uporabo verižne reakcije s polimerazo (PCR) za določitev nukleotidov in filogenetsko identifikacijo bakterij. Nadaljnja analiza maščobnih kislin, ekstrahiranih iz istih kultur, je dodatno podprla opažene filogenetske rezultate. Odkritje različnih bakterijskih domen v teh sedimentih se lahko uporabi kot indikator mikrobne raznolikosti, ki jo najdemo v Japonskem jarku.

## Raziskovanje
- Leta 1987 so bili rezultati francosko-japonskega raziskovalnega programa Kaiko v Japonskem jarku skupaj z dopolnilnimi podatki uporabljeni za ustvarjanje in predlaganje modela subdukcije verig podvodnih gora med Japonskimi in Kurilskimi jarki ter vzdolž južnega dela Japonskega jarka.[16]
- 11. avgusta 1989 se je podmornica Šinkai 6500?? za tri osebe med raziskovanjem Japonskega jarka spustila na 6526 metrov.
- Oktobra 2008 je britansko-japonska ekipa v jarku odkrila jato polžev Pseudoliparis amblystomopsis na globini približno 7700 metrov. To so bile takrat najgloblje živeče ribe, ki so jih kdaj posneli. Rekord je presegla neznana vrsta polža, posneta na globini 8145 metrov decembra 2014 v Marijanskem jarku, in podaljšala maja 2017, ko je bila posneta druga neznana vrsta polža na globini 8178 metrov tudi v Marijanskem jarku.
- 20. avgusta 2022 je bil v okviru skupne odprave Caladan Oceanic/Univerze Zahodne Avstralije/JAMSTEC izveden prvi potop s posadko na dno jarka v DSV Limiting Factor. Pilot podmornice, raziskovalec Victor Vescovo in specialist za znanstvene misije prof. Hiroši Kitazato s Tokijske univerze za pomorsko znanost in tehnologijo sta se spustila do največje globine 8001 +/- 9 metrov, kot kažejo številne naprave za merjenje globine, nameščene na vozilu. Drugi sonarski odčitki jarka, ki jih je naredil sonar Kongsberg EM124 ekspedicije, so pokazali največjo globino do 8012 +/- 11 metrov na njegovi široki spodnji ravnini.